# 科斯维希
科斯维希（德語：Coswig，發音：[ˈkɔsvɪç] ⓘ）是德国萨克森州迈森县的城市，面积25.88平方千米，2023年12月31日人口为20,561人。